# Philippe Reynaert
Pour les articles homonymes, voir Reynaert.
Philippe Reynaert est un présentateur/animateur de télévision belge, ex-publicitaire et haut responsable de la politique culturelle cinématographique de la Communauté française de Belgique, directeur de Wallimage.

## Biographie
Après des études de lettres (qu'il clôtura par un mémoire sur le surréalisme au cinéma), Philippe Reynaert a enseigné pendant deux ans la littérature et l'orthographe aux élèves d'un institut technique. Il est ensuite devenu journaliste en créant notamment le fanzine Vision dont il assuma la rédaction en chef de 1982 à 1988.
Pigiste auprès de nombreux titres de la presse écrite (de Télé Sept Jours à Marie Claire), il fait ses débuts à la RTBF en 1983 en reprenant la présentation du Ciné-club de minuit. Depuis, sa collaboration avec la télévision publique belge francophone a été permanente et, si aujourd'hui elle se réduit à l'émission mensuelle L'envers de l'écran, l'animateur est entré au Conseil d'administration de la RTBF. 
Publicitaire dans les années 1990, Philippe Reynaert assume, de février 2001 à juillet 2020, la direction de Wallimage, le Fonds Régional d'Investissement dans l'Audiovisuel créé par la Région wallonne. Le présentateur de télévision est occasionnellement consultant cinématographique sur la RTBF. Reynaert est aussi président de Cine-Regio, un très important réseau de fonds de subvention à l'audiovisuel financé par la Communauté européenne. À partir d'avril 2002, il fut également président de la chaîne de télévision publique locale Télé MB. À la suite de deux recours au Conseil supérieur de l'audiovisuel pour incompatibilité entre ses mandats à la RTBF et à Télé MB, il se met en congé de ses fonctions sur la chaîne locale et est remplacé le 20 juin 2007 par Guy Roland, bourgmestre socialiste de Quaregnon.
Philippe Reynaert présente l’émission critique « Ciné Station » sur la RTBF et est membre du Conseil d'Administration de l’académie Delvaux, organisateur des Magritte du cinéma qui récompense l'excellence dans l'industrie belge francophone du cinéma.
Philippe Reynaert est aussi le directeur artistique Cinéma de Mons 2015
Il réclame depuis quelque temps la création d'un ministère wallon de la culture, notamment au Chantier des idées du PS le 16 avril 2016. Il réitère cette revendication dans Le Vif, du 6 mai. Il y déclare : « Il faut quelqu'un qui plante son drapeau sur une colline en Wallonie en disant : « J'incarne la culture wallonne, ralliez-vous à mon drapeau.» Les gens du secteur [le cinéma] ne demandent que cela...»
Il publie en avril 2016 un livre d'entretiens et de souvenirs avec Jacques Bredael intitulé Par ailleurs le cinéma est une industrie, éditions du CEP, Marcinelle, 2016 où il explique son rôle à la tête de Wallimage et comment se développe peu à peu une industrie du cinéma proprement wallonne.